# オナーノ
オナーノ（伊: Onano）は、イタリア共和国ラツィオ州ヴィテルボ県にある、人口約900人の基礎自治体（コムーネ）。

## 地理

### 位置・広がり
ヴィテルボ県北部のコムーネ。県都ヴィテルボから北西へ38kmの距離にある。

#### 隣接コムーネ
隣接するコムーネは以下の通り。括弧内のGRはグロッセート県所属を示す。
- アックアペンデンテ
- グラードリ
- グロッテ・ディ・カストロ
- ラーテラ
- ソラーノ (GR)

### 気候分類・地震分類
オナーノにおけるイタリアの気候分類 (it) および度日は、zona E, 2325 GGである。
また、イタリアの地震リスク階級 (it) では、zona 2B (sismicità media) に分類される。

## 行政
- 山岳共同体 "Alta Tuscia Laziale"に属する。